# Jean Zuccarelli (maire de Montpellier)
Pour les articles homonymes, voir Jean Zuccarelli.
Jean Zuccarelli est un avocat et  homme politique français né le 31 août 1901 à Montpellier et mort le 7 janvier 1991 dans la même ville. Fils unique, d'un père assureur.

## Biographie
Il est né le 31 août 1901 à Montpellier d'une famille d'origine corse, la famille Zuccarelli.  

### Études
Ses études de maternelle jusqu'à l'Université se déroulent à Montpellier, il se consacre à diverses activités extra-scolaires. Il est très apprécié par ses camarades et a de très bons résultats, en 1911, il reçoit même une bourse d'études. Il fait des études en lettres et en droit à la Faculté de droit de Montpellier. Puis en 1922, il s'inscrit au barreau et obtient le prix Verrière de l'Ordre des avocats. 
Au moment de son élection à la mairie en 1937, il est avocat à la cour d'appel et professeur d'économie politique à l'école supérieure de commerce de Montpellier. 

### Vie associative et politique
Depuis 1920, Jean Zuccarelli milite pour le mouvement Radical socialiste. Il est maire de Montpellier de 1937 à 1941 sous cette étiquette,. En 1941, Jean Zuccarelli démissionne face à la dérive « réactionnaire » des institutions, c'est Paul Rimbaud, l'ancien premier président de la cour d'appel qui sera nommé par le Maréchal Pétain pour le remplacer. Le 6 mai 1953, il est réélu maire face à Paul Boulet. Il fut maire jusqu'en 1959,. 
Il préside également l'amicale des Corses de Montpellier qui est la plus ancienne et la plus importante association de la communauté corse fondée en 1896.

## Hommage
Le pont Jean Zuccarelli à Montpellier.

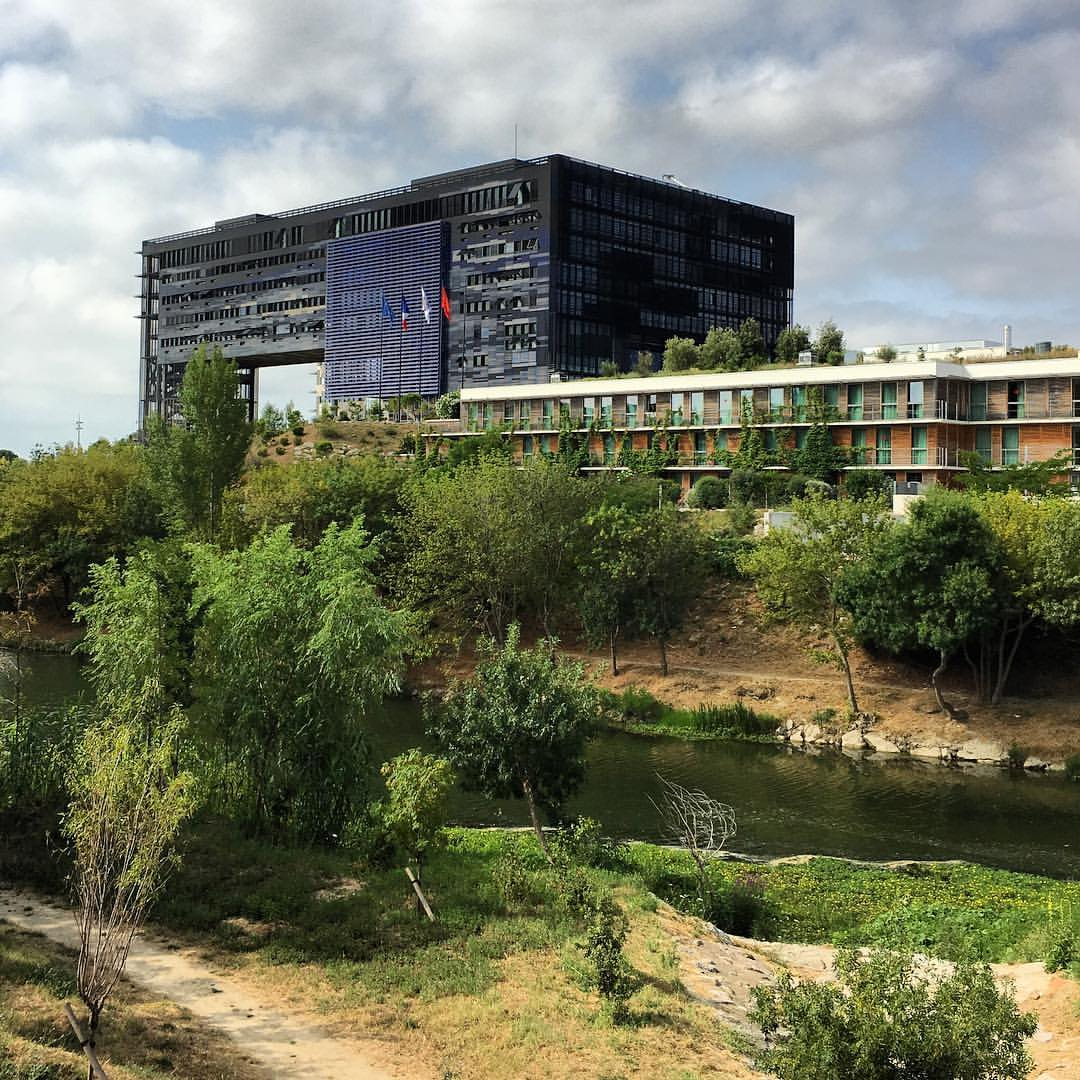
Vue depuis le pont Jean Zuccarelli, du fleuve du Lez et des berges, de l'hôtel Courtyard et de l'hôtel de ville de Montpellier.